# 어 롱 웨이 다운
어 롱 웨이 다운(A Long Way Down)은 독일에서 제작된 파스칼 쇼메유 감독의 2014년 코미디, 드라마 영화이다. 피어스 브로스넌 등이 주연으로 출연하였다.

## 출연

### 주연
- 피어스 브로스넌
- 토니 콜렛
- 이모겐 푸츠
- 아론 폴

### 조연
- 자라 화이트
- 조 콜
- 에블린 듀아
- 데레스 브래들리
- 샘 닐
- 프리얀가 버포드
- 조세프 엘틴
- 다이아나 켄트
- 로자먼드 파이크
- 일런 굿맨
- 튜펜스 미들턴

## 제작진
- 원작자: 닉 혼비